# Antonín Pikhart
Antonín Pikhart (1861 - 1909) va ser un jurista, hispanista, catalanista i traductor en txec del català, castellà i alemany. Va usar els pseudònims "Al Fred", "Alfa", "Alfred" i "Alfred Antonovič".

## Biografia
Fill d'una família germano-txeca d'hostelers a Třebíč. Va estudiar Dret i va treballar com a magistrat del Tribunal civil de Praga. Va visitar Espanya, Itàlia i Rússia, i específicament va viure durant un temps a Barcelona on conegué a Àngel Guimerà i del qual en traduiria del català al txec moltes de les seves obres cèlebres. També va ser membre de l'Acadèmia Catalana.
Va ser un traductor molt prolífic al llarg de la seva carrera, i fins i tot, arribà a publicar quatre obres en un mateix any. Traduí principalment autors coetanis, que sovint coneixia personalment, encara que també algunes obres clàssiques com El Quixot (1899) i Novelas ejemplares de Miguel de Cervantes i l'obra anònima El lazarillo de Tormes (1898). També va ser l'editor i traductor del Cancionero antiguo español (1908) on albergava poesies clàssiques espanyoles.
Va arribar a traduir fins a tres obres de Vicent Blasco Ibáñez: La barraca (1903), Arroz y tartana (1907) i La maja desnuda (1910, pòstumament). També publicà traduccions d'autors de la seva època com Doña Luz (1894) de Juan Valera, Fatalidad (1895) de Rafael Altamira, Pequeñeces de Padre Coloma (1897), El idilio de un enfermo de Palacio Valdés (1897), Nazarín de Benito Pérez Galdós (1897), El mayorazgo de Labraz (1906) de Pío Baroja y Nessi, Los pazos de Ulloa d'Emilia Pardo Bazán (1916), i finalment, Don Juan Tenorio de José Zorrilla. Va morir intoxicat el 13 de desembre de 1909.

## Traduccions
- Miguel de Cervantes, Důmyslný rytíř Don Quijote de la Mancha; ze španelštiný preložil A. Pikhart. Praha: Tiskem a nákladem J. Otty, 1898 i 1899, 2 vols.
- Luis Coloma, Maličkosti; ze španělštiny přeložil A. Pikhart. Nakladatel.údaje Praha: F. Šimáček, 1897.